# Нова Александровка (Великоігнатовський район)
Нова Алекса́ндровка (рос. Новая Александровка, ерз. Новая Александровка) — присілок у складі Великоігнатовського району Мордовії, Росія. Входить до складу Протасовського сільського поселення.

## Населення
Населення — 80 осіб (2010; 110 у 2002).
Національний склад (станом на 2002 рік):
- росіяни — 82 %